# Daniel Radcliffe
Daniel Jacob Radcliffe (IPA: [ˈdænjəl ˈʤeɪkəb ˈrædklɪf]; Londra, 23 luglio 1989) è un attore britannico, noto per aver interpretato Harry Potter nell'omonima serie di film distribuita dalla Warner Bros. e tratta dai romanzi di J. K. Rowling.

Firma di Daniel Radcliffe

Per la sua interpretazione di "Weird Al" Yankovic in Weird - La storia di Al Yankovic (2022), si è aggiudicato un Critics Choice Television Award e ha ricevuto la candidatura al Premio Emmy come migliore attore in una miniserie o film televisivo. Attivo anche in campo teatrale, nel 2024 ha vinto il Tony Award al miglior attore non protagonista in un musical per il ruolo di Charley Kringas in Merrily We Go Along a Broadway.

## Biografia
Daniel Radcliffe è nato a Londra, Inghilterra. È l'unico figlio di Alan George Radcliffe e sua moglie Marcia Jeannine Gresham. Sua madre è ebrea, nata in Sudafrica e cresciuta a Westcliff-on-Sea, nell'Essex. Suo padre è cresciuto a Banbridge, nella contea di Down, nell'Irlanda del Nord, in una famiglia protestante. Gli antenati materni di Radcliffe erano immigranti ebrei dalla Polonia e dalla Russia e Germania. I genitori di Daniel avevano entrambi recitato da bambini. Suo padre è un agente letterario. Sua madre è un'agente di casting ed è stata coinvolta in diversi film per la BBC, tra cui The Inspector Lynley Mysteries e Walk Away and I Stumble.

## Carriera

### Esordi
Inizialmente i genitori di Daniel erano restii nel far intraprendere al proprio figlio una carriera da attore, ma i problemi di espressione verbale e socializzazione che afflissero Daniel durante la sua infanzia portarono ad un cambio di decisione. E così, all'età di 10 anni, nel dicembre del 1999, interpretò il giovane David Copperfield nell'omonimo film, distribuito dalla BBC, e ispirato al romanzo di Charles Dickens. In seguito, nel 2001, interpretò Mark Pendel nel Il sarto di Panama.

### Gli anni 2000:Harry Pottere l'esordio a teatro

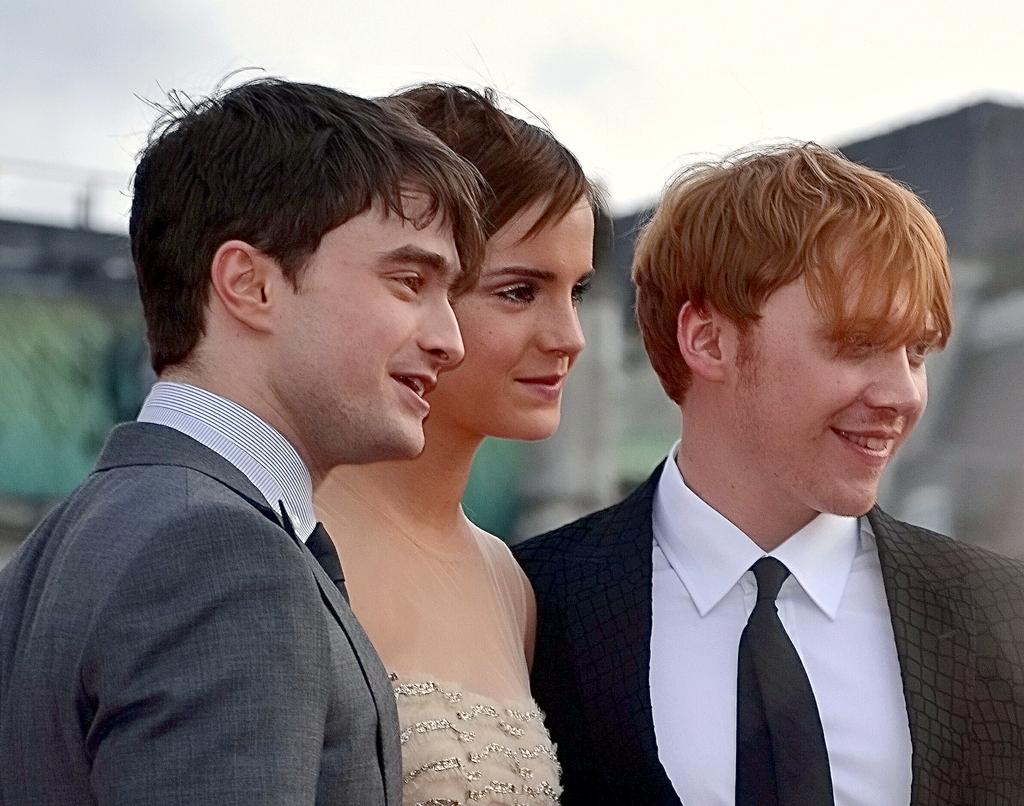
Daniel Radcliffe, Emma Watson e Rupert Grint a Londra per la prima di Harry Potter e i Doni della Morte - Parte 2 (2011)

Nel 2000 partecipò ai provini per la trasposizione cinematografica della saga di Harry Potter e alla fine fu scelto per il ruolo del protagonista nella serie di film tratti dai libri di J. K. Rowling: Harry Potter e la pietra filosofale (2001), Harry Potter e la camera dei segreti (2002), Harry Potter e il prigioniero di Azkaban (2004), Harry Potter e il calice di fuoco (2005), Harry Potter e l'Ordine della Fenice (2007), Harry Potter e il principe mezzosangue (2009), Harry Potter e i Doni della Morte - Parte 1 (2010) e Harry Potter e i Doni della Morte - Parte 2 (2011). Il ruolo lo farà diventare celebre a livello mondiale.
All'età di 16 anni, Radcliffe è diventato il più giovane tra i non appartenenti alla famiglia reale ad avere un ritratto nella celebre pinacoteca National Portrait Gallery di Londra. Il 13 aprile 2006 il suo ritratto, disegnato da Stuart Pearson Wright, è stato presentato come parte di una nuova mostra presso il Royal National Theatre; fu poi spostato nella NPG dove risiede tuttora. Il 9 luglio 2007, Daniel ha partecipato con Emma Watson e Rupert Grint alla cerimonia chiamata Hands, Feet and Wands Ceremony avvenuta davanti a Grauman's Chinese Theatre in Hollywood.
Parallelamente al franchise di Harry Potter, Radcliffe continua a lavorare ad altri progetti. Nel 2006 partecipa a Extras interpretando una parodia di se stesso. Nel 2007 prende parte al film I ragazzi di dicembre di Rod Hardy, e anche nel film per la televisione My Boy Jack. Nel 2007 l'attore ha esordito a teatro, nel dramma psicologico di Peter Shaffer Equus per la regia di Thea Sharrock in scena a Londra e poi Broadway. Questa rappresentazione ha destato scalpore, in quanto Radcliffe interpreta scene di nudo integrale e particolarmente passionali.

### Anni 2010: Broadway e il cinema indipendente
Da febbraio 2010 a gennaio 2012 Daniel recita nuovamente a Broadway nel musical How to Succeed in Business Without Really Trying.. Dopo l'uscita nelle sale degli ultimi due capitoli della saga di Harry Potter, rispettivamente nel 2010 e nel 2011, nel 2012 è il protagonista del film horror The Woman in Black. Lo stesso anno è apparso nel video musicale del singolo Beginners, del duo inglese folk rock Slow Club. A marzo del 2012 ha iniziato le riprese del film Kill Your Darlings, presentato in anteprima al Sundance Film Festival 2013.
Nel 2013 è tornato a teatro, interpretando il ruolo del protagonista Billy Claven in The Cripple of Inishmaan, in scena al Noël Coward Theatre di Londra. Lo spettacolo viene poi riproposto a Broadway, presso il Cort Theatre, tra aprile e luglio 2014. Successivamente interpreta il gobbo Igor in Victor - La storia segreta del dott. Frankenstein e il reporter americano Jake Adelstein in Tokyo Vice. Nel 2014 prende parte nel film What if. Nel novembre 2015 riceve una stella sulla Hollywood Walk of Fame di Los Angeles e recita nel film TV della BBC The Gamechangers.
Nel 2016 entra a far parte del cast di Now You See Me 2 come il signore del crimine Walter Mabry, antagonista principale del film. Sempre nello stesso anno è il protagonista nelle pellicole Swiss Army Man e Imperium. Per quest'ultima opera, Radcliffe ha trovato il suo personaggio molto difficile da interpretare, e, dopo ogni scena in cui doveva pronunciare frasi razziste, si è ripetutamente scusato con i suoi colleghi sul set. Nel 2017 è il protagonista di Jungle di Greg McLean. L'anno successivo è in Beast of Burden - Il trafficante di Jesper Ganslandt.
Nel 2019 è Miles in Guns Akimbo distribuito da Amazon Prime. Nello stesso anno è produttore con Lorne Michaels, Simon Rich, Andrew Singer, Steve Buscemi, Jorma Taccone della serie statunitense Miracle Workers, dove partecipa come co-protagonista con Steve Buscemi.

### Anni 2020: nuovi progetti
Nel 2020 interpreta Tim Jenkin in Fuga da Pretoria e torna a recitare sulle scene londinesi in un allestimento di Finale di partita in scena all'Old Vic con Alan Cumming. Nel 2022 recita nel film The Lost City, vincendo il MTV Movie Award al miglior cattivo, appare nello speciale televisivo Harry Potter 20º anniversario - Ritorno a Hogwarts e torna sulle scene newyorchesi nel musical Merrily We Roll Along in cartellone nell'Off-Broadway. Sempre nel 2022 interpreta "Weird Al" Yankovic nel film Weird - La storia di Al Yankovic, per cui ottiene candidature al BAFTA e al Premio Emmy. L'anno successivo torna ad interpretare Charley Kringas in Merrily We Roll Along anche a Broadway e per la sua interpretazione vince il Tony Award al miglior attore non protagonista in un musical.

## Impegno sociale
L'attore si è schierato a favore dei diritti degli omosessuali, ha preso parte a degli annunci di servizio pubblico nel 2009 per il progetto Trevor, promozione della consapevolezza dei gay e prevenzione del suicidio adolescenziale, a cui ha anche contribuito finanziariamente. Per il suo lavoro a favore dell'organizzazione, gli è stato conferito il premio "Hero" nel 2011.
Nel 2010, insieme a Emma Watson e Rupert Grint, partecipa alla campagna dell'Associazione Librari Americani, denominata READ.

## Vita privata
È legato sentimentalmente all'attrice Erin Darke dal 2012 e nel 2023 la coppia ha avuto un figlio.
Grande appassionato di poesia, ne ha pubblicate diverse con lo pseudonimo di Jacob Gershon - una combinazione del suo secondo nome e la versione ebraica del nome da nubile di sua madre, Gresham.
In un'intervista concessa nel 2009 al Telegraph, Daniel Radcliffe si è dichiarato ateo e ammiratore di Richard Dawkins. Radcliffe, inoltre, ama suonare la cornamusa ed è un fan del Fulham.

## Filmografia

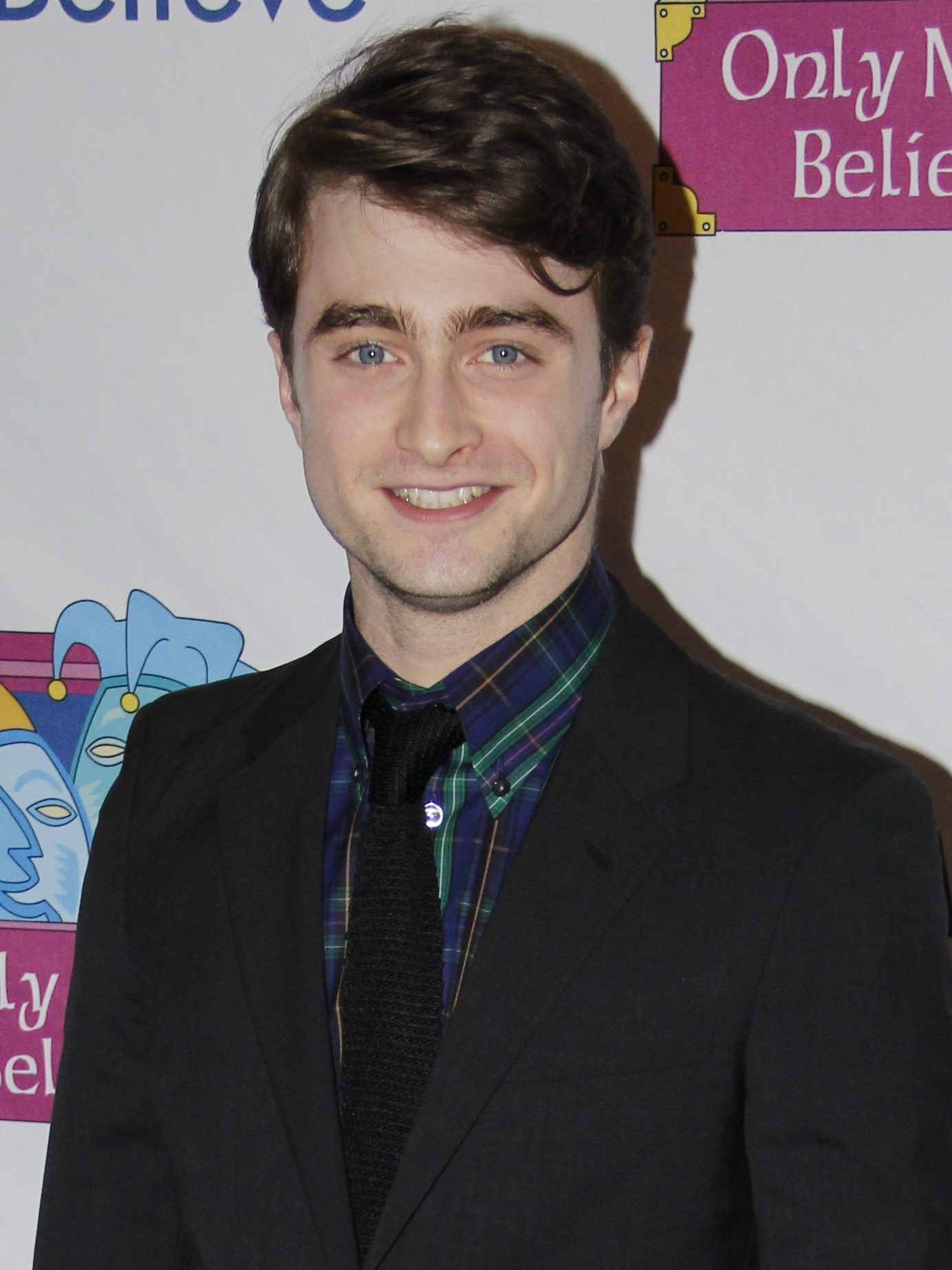
Daniel Radcliffe a Broadway nel 2011

### Attore

#### Film
- Il sarto di Panama (The Tailor of Panama), regia di John Boorman (2001)
- Harry Potter e la pietra filosofale (Harry Potter and the Philosopher's Stone), regia di Chris Columbus (2001) – Harry Potter
- Harry Potter e la camera dei segreti (Harry Potter and the Chamber of the secrets), regia di Chris Columbus (2002) – Harry Potter
- Harry Potter e il prigioniero di Azkaban (Harry Potter and the Prisoner of Azkaban), regia di Alfonso Cuarón (2004) – Harry Potter
- Harry Potter e il calice di fuoco (Harry Potter and the Goblet of Fire), regia di Mike Newell (2005) – Harry Potter
- Harry Potter e l'Ordine della Fenice (Harry Potter and the Order of the Phoenix), regia di David Yates (2007) – Harry Potter
- I ragazzi di dicembre (December Boys), regia di Rod Hardy (2007)
- Harry Potter e il principe mezzosangue (Harry Potter and the Half-Blood Prince), regia di David Yates (2009) – Harry Potter
- Harry Potter e i Doni della Morte - Parte 1 (Harry Potter and the Deathly Hallows - Part 1), regia di David Yates (2010) – Harry Potter
- Harry Potter e i Doni della Morte - Parte 2 (Harry Potter and the Deathly Hallows - Part 2), regia di David Yates (2011) – Harry Potter
- The Woman in Black, regia di James Watkins (2012)
- Giovani ribelli - Kill Your Darlings (Kill Your Darlings), regia di John Krokidas (2013)
- Horns, regia di Alexandre Aja (2013)
- What If, regia di Michael Dowse (2013)
- Un disastro di ragazza (Trainwreck), regia di Judd Apatow (2015)
- Victor - La storia segreta del dott. Frankenstein (Victor Frankenstein), regia di Paul McGuigan (2015)
- Now You See Me 2, regia di Jon M. Chu (2016)
- Swiss Army Man - Un amico multiuso (Swiss Army Man), regia di Dan Kwan e Daniel Scheinert (2016)
- Imperium, regia di Daniel Ragussis (2016)
- Jungle, regia di Greg McLean (2017)
- Lost in London, regia di Woody Harrelson (2017)
- Beast of Burden - Il trafficante, regia di Jesper Ganslandt (2018)
- Guns Akimbo, regia di Jason Lei Howden (2019)
- Unbreakable Kimmy Schmidt - Kimmy vs il Reverendo, regia di Claire Scanlon (2020)
- Fuga da Pretoria (Escape from Pretoria), regia di Francis Annan (2020)
- The Lost City, regia di Aaron e Adam Nee (2022)
- Weird - La storia di Al Yankovic (Weird: The Al Yankovic Story), regia di Eric Appel (2022)

#### Televisione
- David Copperfield, regia di Simon Curtis – film TV (1999)
- Foley and McColl: This Way Up, regia di Ed Bye – cortometraggio (2005)
- Extras – serie TV, episodio 2x03 (2006)
- My Boy Jack, regia di Brian Kirk – film TV (2007)
- QI – serie TV, episodio 8x14 (2010)
- Appunti di un giovane medico (A Young Doctor's Notebook) – serie TV, 8 episodi (2012-2013)
- The Gamechangers, regia di Oven Harris – film TV (2015)
- Miracle Workers – serie TV (2019-2023)
- Harry Potter 20º anniversario - Ritorno a Hogwarts (Harry Potter 20th Anniversary: Return to Hogwarts), regia di Eran Creevy, Joe Pearlman e Giorgio Testi – film TV (2022)

### Doppiatore
- I Simpson (The Simpsons) – serie TV, episodi 22x04-25x12 (2010-2014)
- Robot Chicken – serie TV, episodio 6x09 (2012)
- BoJack Horseman – serie TV, episodio 2x08 (2015)
- Playmobil: The Movie, regia di Lino DiSalvo (2019)
- Rick and Morty, serie TV, episodio 6x09 (2022)

### Videoclip
- Beginners degli Slow Club (2012)

## Teatro
- The Play What I Wrote, scritto e diretto da Kenneth Branagh. Wyndham's Theatre di Londra (2002)
- Equus di Peter Shaffer, regia di Thea Sharrock. Gielgud Theatre di Londra (2007), Broadhurst Theatre di Broadway (2008-2009)
- How to Succeed in Business Without Really Trying, musica di Frank Loesser, libretto di Abe Burrows, Jack Weinstock e Willie Gilbert, regia di Rob Ashford. Al Hirschfeld Theatre di Broadway (2011)
- The Cripple of Inishmaan di Martin McDonagh, regia di Michael Grandage. Noël Coward Theatre di Londra (2013), Cort Theatre di Broadway (2014)
- Privacy di James Graham, regia di Josie Rourke. Public Theater di dell'Off-Broadway (2016)
- Rosencrantz e Guildenstern sono morti di Tom Stoppard, regia di David Leveaux. Old Vic di Londra (2017)
- The Lifespan of a Fact di Jeremy Kareken, David Murrell e Gordon Farrell, regia di Leigh Silverman. Studio 54 di Broadway (2018)
- Finale di partita di Samuel Beckett, regia di Richard Jones. Old Vic di Londra (2020)
- Merrily We Roll Along, musica di Stephen Sondheim, libretto di George Furth, regia di Maria Friedman. New York City Workshop dell'Off-Broadway (2022), Hudson Theatre di Broadway (2023)

## Riconoscimenti
- American Moviegoer Awards

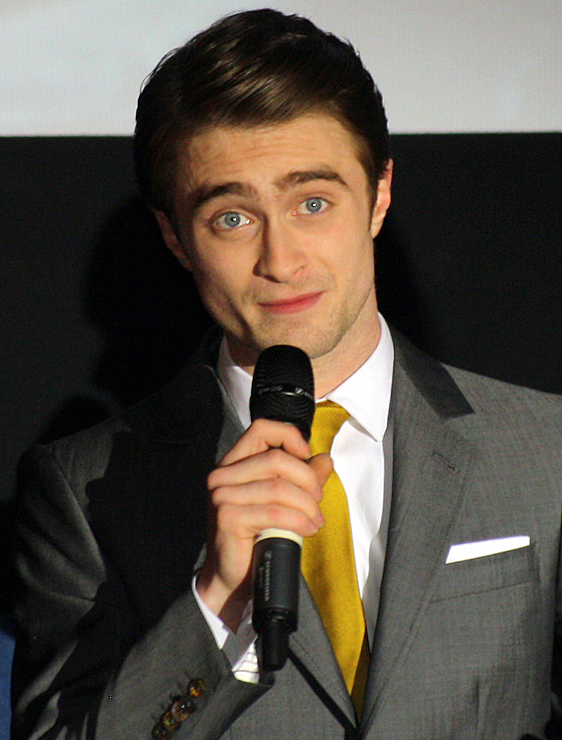
Daniel Radcliffe al Dame en Noir nel 2012

  - 2002 – Candidatura per Outstanding Actor per Harry Potter e la pietra filosofale (2001)
  - 2003 – Candidatura per La più indimenticabile scena (Harry vs. Basilisco) per Harry Potter e la camera dei segreti (2002)
- AOL Moviefone Moviegoer Awards
  - 2006 – Candidatura per Attore dell'anno per Harry Potter e il calice di fuoco (2005)
- Audience Choice Awards
  - 2011 – Attore preferito in un musical per How to Succeed in Business Without Really Trying (2011)
  - 2011 – Duo preferito (con John Larroquette) per How to Succeed in Business Without Really Trying (2011)
- Australian Kids' Choice Awards
  - 2008 – Star cinematografica preferita per Harry Potter e l'Ordine della Fenice (2007)
- Broadcast Film Critics Association Awards
  - 2002 – Candidatura per Migliore performance per Harry Potter e la camera dei segreti (2002)
  - 2005 – Candidatura per Migliore attore giovane per Harry Potter e il prigioniero di Azkaban (2004)
- Broadway.com Audience Award
  - 2009 – Migliore performance per Equus (2007-2008)
  - 2009 – Favorite Leading Actor in a Broadway Play per Equus (2007-2008)
- Chlotrudis Awards
  - 2014 – Candidatura per Miglior attore per Giovani ribelli - Kill Your Darlings (2013)
- Critics’ Choice Awards
  - 2023 – Miglior attore protagonista in una miniserie o film TV per Weird - La storia di Al Yankovic
- Drama Desk Awards
  - 2009 – Candidatura per Outstanding Actor in a Play per Equus (2007-2008)
  - 2011 – Candidatura per Miglior attore in un musical per How to Succeed in Business Without Really Trying
  - 2023 – Candidatura per la Miglior interpretazione in un ruolo non protagonista in un musical per Merrily We Roll Along
- Drama League Awards
  - 2009 – Candidatura per la migliore performance per Equus (2007-2008)
  - 2009 – Candidatura per Outstanding Actor in a Play per Equus (2007-2008)
  - 2011 – Candidatura per Distinguished Performance Award per How to Succeed in Business Without Really Trying (2011)
  - 2024 – Candidatura per la miglior performance per Merrily We Roll Along
- Dutch Kids Choice Awards
  - 2004 – Migliore attore per Harry Potter e il prigioniero di Azkaban (2004)
- Premio Emmy
  - 2023 – Candidatura al migliore attore protagonista in una miniserie o film per Weird - La storia di Al Yankovic
- Empire Award
  - 2002 – Candidatura per Miglior debutto (con Emma Watson e Rupert Grint) per Harry Potter e la pietra filosofale (2001)
  - 2008 – Candidatura per Migliore attore per Harry Potter e l'Ordine della Fenice (2007)
  - 2012 – Candidatura per Miglior attore per Harry Potter e i Doni della Morte - Parte 2 (2011)
  - 2013 – Empire Hero Award
- Fangoria Chainsaw Awards
  - 2013 – Candidatura per Miglior attore per The Woman in Black (2012)
- Genie Awards
  - 2014 – Candidatura per Miglior attore protagonista per The F World (2013)
- Glamour Awards
  - 2013 – Man of the Year
- Golden Apple Awards
  - 2001 – Youth Male Discovery of the Year
- Grammy Awards
  - 2012 – Candidatura per Best Musical Theater Album (con John Larroquette, Robert Sher e Frank Loesser) per How to Succeed in Business Without Really Trying (2011)
- Hero Award
  - 2011 – Per il progetto Trevor
- Hollywood Women's Press Club
  - 2001 – Male Youth Discovery of the Year per Harry Potter e la pietra filosofale (2001)
- ITV Celebrity Awards
  - 2004 – Migliore attore giovane dell'anno Harry Potter e il prigioniero di Azkaban (2004)
- J-14's Teen Icon Awards
  - 2010 – Candidatura per Icona dei film per Harry Potter e i Doni della Morte - Parte 1 (2010)
- Jameson Empire Awards
  - 2013 – Empire Hero Award
- Kids' Choice Awards
  - 2012 – Candidatura per Attore cinematografico preferito per Harry Potter e i Doni della Morte - Parte 2 (2011)
- MTV Movie Awards:
  - 2002 – Candidatura per Migliore performance maschile per Harry Potter e la pietra filosofale (2001)
  - 2006 – Candidatura per migliore eroe per Harry Potter e il calice di fuoco (2005)
  - 2006 – Candidatura per Migliore squadra (con Emma Watson e Rupert Grint) per Harry Potter e il calice di fuoco (2005)
  - 2008 – Candidatura per Migliore bacio (con Katie Leung) per Harry Potter e l'Ordine della Fenice (2007)
  - 2010 – Candidatura per Migliore performance maschile per Harry Potter e il principe mezzosangue (2009)
  - 2010 – Candidatura per Superstar globale per Harry Potter e il principe mezzosangue (2009)
  - 2011 – Candidatura per Performance maschile per Harry Potter e i Doni della Morte - Parte 1 (2010)
  - 2011 – Candidatura per Miglior bacio (con Emma Watson) per Harry Potter e i Doni della Morte - Parte 1 (2010)
  - 2011 – Candidatura per Miglior combattimento (con Rupert Grint e Emma Watson vs. Rod Hunt e Arden Bajraktara) per Harry Potter e i Doni della Morte - Parte 1 (2010)
  - 2012 – Candidatura per Migliore performance maschile per Harry Potter e i Doni della Morte - Parte 2 (2012)
  - 2012 – Candidatura per Migliore combattimento (con Ralph Fiennes) per Harry Potter e i Doni della Morte - Parte 2 (2012)
  - 2012 – Migliore cast (con Emma Watson, Rupert Grint e Tom Felton) per Harry Potter e i Doni della Morte - Parte 2 (2012)
  - 2012 – Candidatura per Migliore film per Harry Potter e i Doni della Morte - Parte 2 (2012)
  - 2022 – Miglior cattivo per The Lost City
- National Movie Awards
  - 2007 – Migliore performance maschile per Harry Potter e l'Ordine della Fenice (2007)
  - 2010 – Candidatura per Migliore performance per Harry Potter e il principe mezzosangue (2009)
  - 2011 – Candidatura per Performance dell'anno per Harry Potter e i Doni della Morte - Parte 1 (2010)
- Otto Awards
  - 2006 – Migliore attore per Harry Potter e il calice di fuoco (2005)
- People's Choice Awards
  - 2010 – Candidatura per Miglior cast (con Emma Watson e Rupert Grint) per Harry Potter e il principe mezzosangue (2009)
  - 2012 – Candidatura per Miglior attore per Harry Potter e i Doni della Morte - Parte 2 (2011)
  - 2012 – Candidatura per Miglior attore sotto i 25 anni per Harry Potter e i Doni della Morte - Parte 2 (2011)
  - 2012 – Miglior cast per Harry Potter e i Doni della Morte - Parte 2 (2011)
- Phoenix Film Critics Society Awards
  - 2002 – Candidatura per Migliore attore giovane per Harry Potter e la pietra filosofale (2001)
  - 2003 – Candidatura per Migliore performance di gruppo per Harry Potter e la camera dei segreti (2002)
- Saturn Awards
  - 2001 – Candidatura per Migliore performance come attore giovane per Harry Potter e la pietra filosofale (2001)
  - 2003 – Candidatura per Migliore performance come attore giovane per Harry Potter e la camera dei segreti (2002)
  - 2005 – Candidatura per Migliore performance come attore giovane per Harry Potter e il prigioniero di Azkaban (2004)
  - 2006 – Candidatura per Migliore attore giovane per Harry Potter e il calice di fuoco (2005)
  - 2008 – Candidatura per Migliore attore giovane per Harry Potter e l'Ordine della Fenice (2007)
- Scream Award
  - 2009 – Candidatura per Best fantasy actor per Harry Potter e il principe mezzosangue (2009)
  - 2011 – Best fantasy actor per Harry Potter e i Doni della Morte - Parte 2 (2011)
- Shanghai International TV Festival
  - 2008 – Candidatura per Miglior attore in un film per la televisione per My Boy Jack (2007)
- Sony Ericsson Empire Awards
  - 2001 – Candidatura per Migliore debuttante (con Emma Watson e Rupert Grint) per Harry Potter e la pietra filosofale (2001)
- SyFy Portal's SyFy Genre Awards
  - 2003 – Migliore attore giovane per Harry Potter e la camera dei segreti (2002)
  - 2005 – Migliore attore giovane per Harry Potter e il prigioniero di Azkaban (2004)
  - 2006 – Migliore attore per Harry Potter e il calice di fuoco (2005)
- Teen Choice Awards
  - 2011 – Miglior attore per Harry Potter e i Doni della Morte - Parte 1 (2010)
  - 2011 – Miglior bacio (con Emma Watson) per Harry Potter e i Doni della Morte - Parte 1 (2010)
- Time For Kids
  - 2002 – Persona dell'anno per Harry Potter e la pietra filosofale (2001)
- Tony Award
  - 2024 – Miglior attore non protagonista in un musical per Merrily We Roll Along[45]
- WhatsOnStage Awards
  - 2014 – Best Actor in a Play per The Cripple of Inishmaan (2013)[46]
- Young Artist Awards
  - 2002 – Candidatura per Migliore performance per Harry Potter e la pietra filosofale (2001)
  - 2002 – Candidatura per Migliore cast (con Emma Watson e Rupert Grint) per Harry Potter e la pietra filosofale (2001)

## Doppiatori italiani
Nelle versioni in italiano delle opere in cui ha recitato, Daniel Radcliffe è stato doppiato da:
- Alessio Puccio ne Il sarto di Panama, Harry Potter e la pietra filosofale, Harry Potter e la camera dei segreti, Harry Potter e il prigioniero di Azkaban, Harry Potter e il calice di fuoco, Extras, Harry Potter e l'Ordine della Fenice, I ragazzi di dicembre, My Boy Jack, Harry Potter e il principe mezzosangue, Harry Potter e i Doni della Morte - Parte 1, Harry Potter e i Doni della Morte - Parte 2, Appunti di un giovane medico, Giovani ribelli - Kill Your Darlings, Horns, What If, Un disastro di ragazza, Victor - La storia segreta del dott. Frankenstein, Now You See Me 2, Jungle, Lost in London, Miracle Workers, Beast of Burden - Il trafficante, Guns Akimbo, Unbreakable Kimmy Schmidt: Kimmy vs il Reverendo, The Lost City, Weird - La storia di Al Yankovic, Harry Potter 20º anniversario - Ritorno a Hogwarts
- Alessandro Germano in Imperium, Fuga da Pretoria
- Davide Perino in The Woman in Black
- Alessio Ward in Swiss Army Man - Un amico multiuso

Da doppiatore è sostituito da:
- Alessio Puccio ne I Simpson (ep. 29x15), Digman!
- Davide Perino in BoJack Horseman, Playmobil: The Movie
- Stefano Crescentini ne I Simpson (ep. 22x04)
- Nanni Baldini in Robot Chicken (ragazzo con il mullet, Trenino Thomas)